# Varasdates (marzobã)
Varasdates (em grego: Βαρασδάτης; romaniz.: Barasdátes; em latim: Varasdates; em armênio/arménio: Վարազդատ; romaniz.: Varazdat; em persa médio: Warāzdātan) foi um nobre iraniano que tornou-se marzobã da Armênia de 560 a 564.

## Nome
Varasdates (em grego: Βαρασδάτης, Barasdátēs) é a forma latina do armênio Varasdate (Վարազդատ, Varazdat), que derivou do persa médio Varasdate (Warāz-dat), que por sua vez derivou do iraniano antigo Varasdata (*Varāza-dāta-), "dado pelo javali selvagem", ou seja, o deus zoroastrista Veretragna.

## Vida
As origens de Varasdates são incertas. Em 560, foi nomeado marzobã da Armênia em sucessão de Tamsapor. Seu mandato foi visto como moderado e a situação na região tornou-se inalterada. Em 561, o Império Bizantino e o Império Sassânida concluíram uma Paz de 50 anos que terminou a Guerra Lázica. Em 564, Surena foi nomeado marzobã em sucessão de Varasdates.